# شهرستان الگوما، میشیگان
شهرستان الگوما، میشیگان (به انگلیسی: Algoma Township, Michigan) یک منطقهٔ مسکونی در ایالات متحده آمریکا است که در میشیگان واقع شده‌است.

## خصوصیات
شهرستان الگوما ۹۱٫۳ کیلومترمربع مساحت و ۷٬۵۹۶ نفر جمعیت دارد و ۲۳۳ متر بالاتر از سطح دریا واقع شده‌است.